# Assemblée nationale (Bénin)
Pour les autres articles nationaux ou selon les autres juridictions, voir Assemblée nationale.
9e législature
Palais des gouverneurs
L'Assemblée nationale est le parlement monocaméral du Bénin. Elle représente le pouvoir législatif et contrôle l'action du gouvernement. Elle est constituée de 109 députés et siège au palais des gouverneurs de Porto-Novo.

## Histoire
Le premier parlement d'un Bénin indépendant — alors république du Dahomey jusqu'en 1975 — est défini par la Constitution du 28 février 1959 sous le nom d'Assemblée législative. De forme monocaméral, elle dure d'avril 1959 à novembre 1960 et est présidé par Justin Ahomadegbé. Sous les Constitutions suivantes de 1960 puis de 1964, il prend le nom d'Assemblée nationale. La mise en œuvre de la loi fondamentale du 9 septembre 1977 sous la république populaire du Bénin transforme radicalement le parlement. Celui-ci est rebaptisé en Assemblée nationale révolutionnaire (ANR) et dure jusqu’en février 1990. Le Haut Conseil de la République est créé en février 1990 pour démocratiser le pays et est présidé par l'archevêque Isidore de Souza. Une nouvelle Constitution est adoptée le 11 décembre 1990, établissant la structure actuelle du parlement.

## Système électoral

### Système actuel
L'Assemblée nationale est composée de 109 sièges pourvus pour cinq ans au scrutin proportionnel de liste dans vingt-quatre circonscriptions correspondants aux limites des départements. Le scrutin se tient avec des listes fermées, et les résultats en voix conduisent à une répartition des sièges entre tous les partis ayant franchi le seuil électoral de 10 % des suffrages exprimés, selon le système du quotient simple, puis de la méthode au plus fort reste. Dans chacune des 24 circonscriptions, un siège est réservé à une candidate de sexe féminin,,.
Les membres des forces armées et de la sécurité publique doivent démissionner de leur fonction pour se présenter à une élection législative. Les députés élus à partir de 2023 ne peuvent effectuer plus de trois mandats de cinq ans.
La Cour constitutionnelle statue souverainement sur la validité de l'élection des députés.

### Évolutions de 2019
Un nouveau code électoral (loi n°2018-31) est voté par la commission des lois de l'Assemblée nationale, le 7 août 2019,, suscitant une vive polémique en raison de dispositions destinées à réduire le nombre de formations politiques dans le pays. Parmi les changements, figurent notamment :
- une forte augmentation de la caution à verser par chaque parti pour pouvoir présenter une liste, de 8,3 millions de francs CFA (environ 23 000 euros) à 249 millions de francs CFA (environ 380 000 euros)[8];
- l'établissement du seuil électoral de 10% des suffrages au niveau national ;
- la nécessité qui en découle pour les partis politiques de s'organiser en coalitions, ou blocs.

De 1999 à 2023, l'Assemblée nationale est composée de 83 sièges, pourvus pour quatre ans. La révision constitutionnelle issue du dialogue politique de 2019 à portée le nombre de sièges à 109, allongé le mandat de quatre à cinq ans, et instauré 24 sièges réservés aux femmes. Les élections législatives de 2023 — les premières à mettre en place ces règles — ont vu le mandat des députés exceptionnellement raccourci à trois ans pour assurer la transition,,.

## Fonctionnement
L'Assemblée nationale est dirigée par un président élu par les membres et assisté d'un bureau. Tout député peut adresser au président de l'Assemblée des questions écrites ou orales sur ses activités et sa gestion. Jusqu'à la révision constitutionnelle de 2019 le président de l'Assemblée nationale assurait l'intérim du président de la République dans les conditions prévues dans la Constitution.
Chaque année, l'Assemblée se réunit en deux sessions ordinaires, en avril et en octobre. Chacune des sessions ne peut excéder trois mois. Si à l'ouverture d'une session, le quorum de la moitié plus un des membres n'est pas atteint, la séance est renvoyée au troisième jour qui suit. Les délibérations sont alors valables, quel que soit le quorum. Les séances doivent se tenir au lieu ordinaire de ses sessions, sauf cas de force majeure dûment constaté par la Cour constitutionnelle.
L'Assemblée nationale peut être convoquée en session extraordinaire par son président à la demande du président de la République ou de la majorité absolue des députés. La durée d'une session extraordinaire est fonction de l'ordre du jour fixé mais ne peut excéder 15 jours.
Le Journal officiel de la république du Bénin (JORB) rapporte l'intégralité des débats de l'Assemblée nationale

## Historique des législatures
| Législature | Élections | Début           | Fin             | Composition         | Président             |
| ----------- | --------- | --------------- | --------------- | ------------------- | --------------------- |
| 1re         | 1991      | 1er avril 1991  | 31 mars 1995    | (liste des députés) | Adrien Houngbédji     |
| 2e          | 1995      | 4 avril 1995    | 19 avril 1999   | (liste des députés) | Bruno Amoussou        |
| 3e          | 1999      | 20 avril 1999   | 19 avril 2003   | (liste des députés) | Adrien Houngbédji     |
| 4e          | 2003      | 22 avril 2003   | 2 avril 2007    | (liste des députés) | Antoine Idji Kolawolé |
| 5e          | 2007      | 23 avril 2007   | 24 avril 2011   | (liste des députés) | Mathurin Nago         |
| 6e          | 2011      | 25 avril 2011   | 15 mai 2015     | (liste des députés) | Mathurin Nago         |
| 7e          | 2015      | 16 mai 2015     | 15 mai 2019     | (liste des députés) | Adrien Houngbédji     |
| 8e          | 2019      | 16 mai 2019     | 25 janvier 2023 | (liste des députés) | Louis Vlavonou        |
| 9e          | 2023      | 12 février 2023 | en cours        | (liste des députés) | Louis Vlavonou        |